# Puerto de Navacerrada
Puerto de Navacerrada är ett bergspass i Spanien.   Det ligger i provinsen Provincia de Segovia och regionen Kastilien och Leon, i den centrala delen av landet, 50 km nordväst om huvudstaden Madrid. Puerto de Navacerrada ligger 1 857 meter över havet.
Terrängen runt Puerto de Navacerrada är kuperad västerut, men österut är den bergig.Runt Puerto de Navacerrada är det ganska tätbefolkat, med 90 invånare per kvadratkilometer. Närmaste större samhälle är Collado-Villalba, 17,1 km söder om Puerto de Navacerrada. Trakten runt Puerto de Navacerrada består i huvudsak av gräsmarker.